# Museo María Irene Olearraga Gallino (Bellas Artes)
Le Museo de Bellas Artes María Irene Olearraga Gallino (Bellas Artes) (en français : Musée des Beaux Arts María Irène Olearraga Gallino) est un musée situé dans la ville de Salto, en Uruguay. Il est considéré comme étant l'un des musées d'art les plus importants de l'intérieur du pays. Il occupe un bâtiment richement décoré qui se nommait le Palacio Gallino et qui a été aménagé en musée des beaux-arts et des arts décoratifs de Salto depuis 1945.

## Présentation
Cet édifice de deux étages est situé dans le cœur historique de Salto, dans le Barrio Centro, le long de la Calle Uruguay, tout près de la place Artigas. Sa construction remonte à 1895, mais il a été profondément remanié en 1920. À la suite de ces aménagements intérieurs, un grand hall central couvert et un espace à l'arrière avec un jardin y ont été ajoutés. Il comprend un ascenseur avec monte-charge typique du début du XXe siècle, tout comme la baignoire dans la salle de bain. Son style est purement éclectique mêlant différentes époques, pratique courante de la première partie du XXe siècle.
Ce bâtiment dépend de l'Intendance de Salto et a été transformé en musée des Beaux Arts et des Arts décoratifs le 30 août 1945 dans 17 salles aménagées. En 1963, la famille propriétaire des lieux cède à la municipalité la résidence du 1067, rue Uruguay, par les époux Luis J. Armstrong y María Irene Olarreaga Gallino. Cette  maison est appelée Palacio Gallino, à cause de l'élégance de son style et de la fine décoration intérieure.
Le 5 octobre 1999, par décret présidentiel, le Palacio Gallino est déclaré Monument historique.

## Galerie

Images du museo María Irene Olearraga Gallino (Bellas Artes)
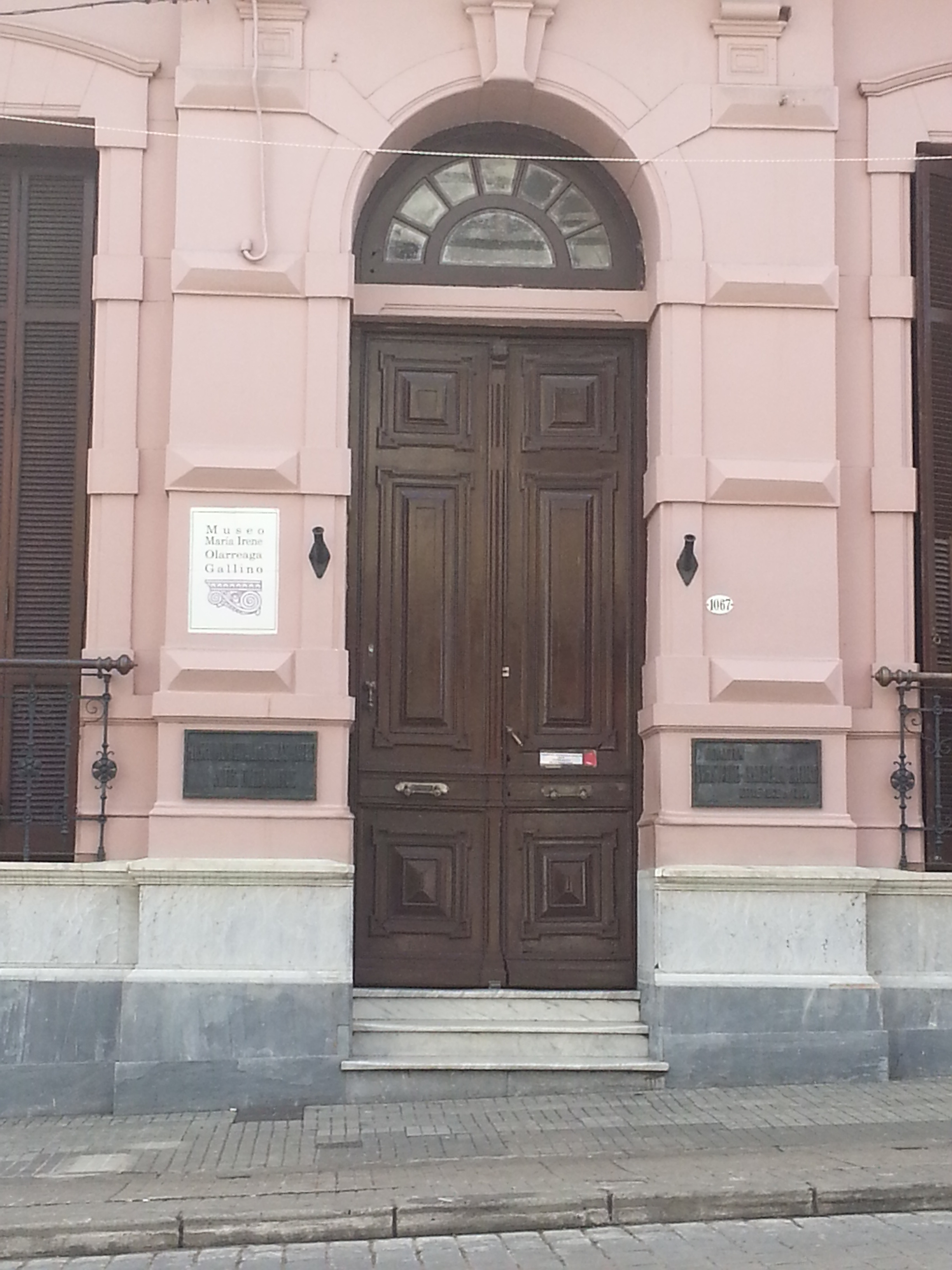
Porte du Palacio Gallino qui abrite le musée des Beaux Arts de Salto.
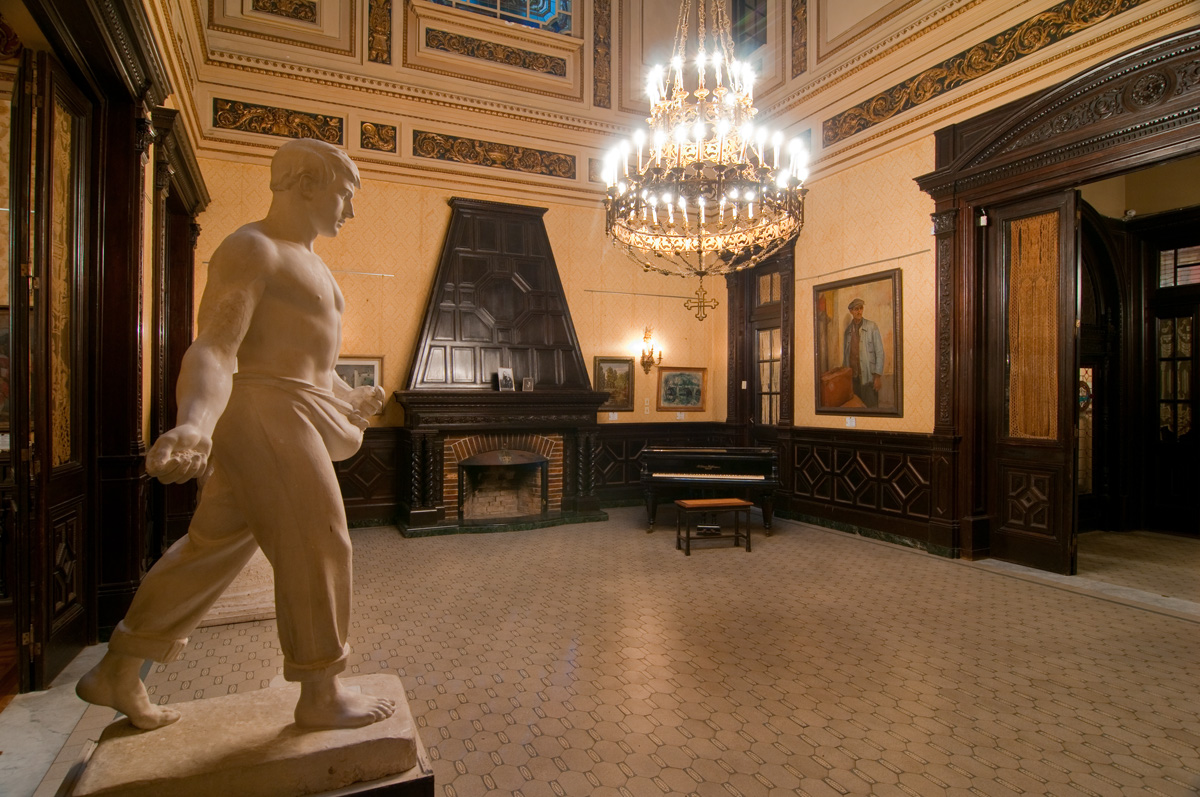
Intérieur du musée.
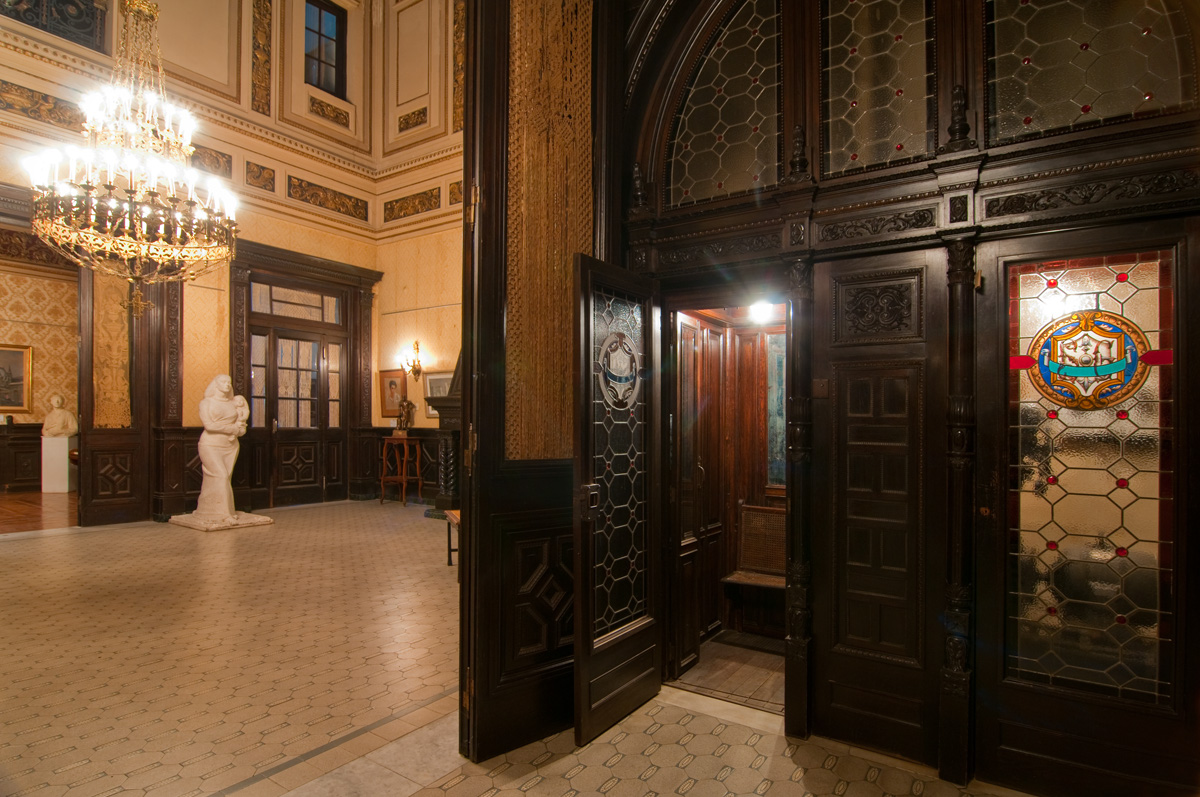
Autre vue intérieure du musée des Beaux Arts.
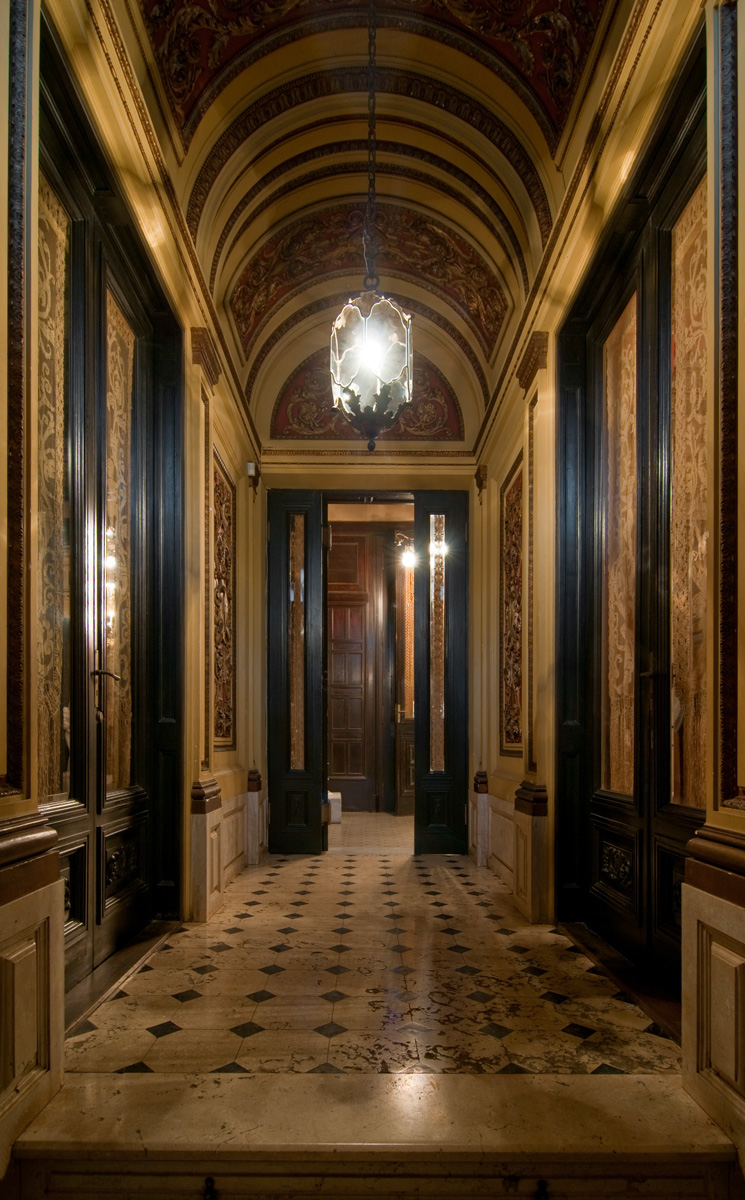
Vestibule du musée.
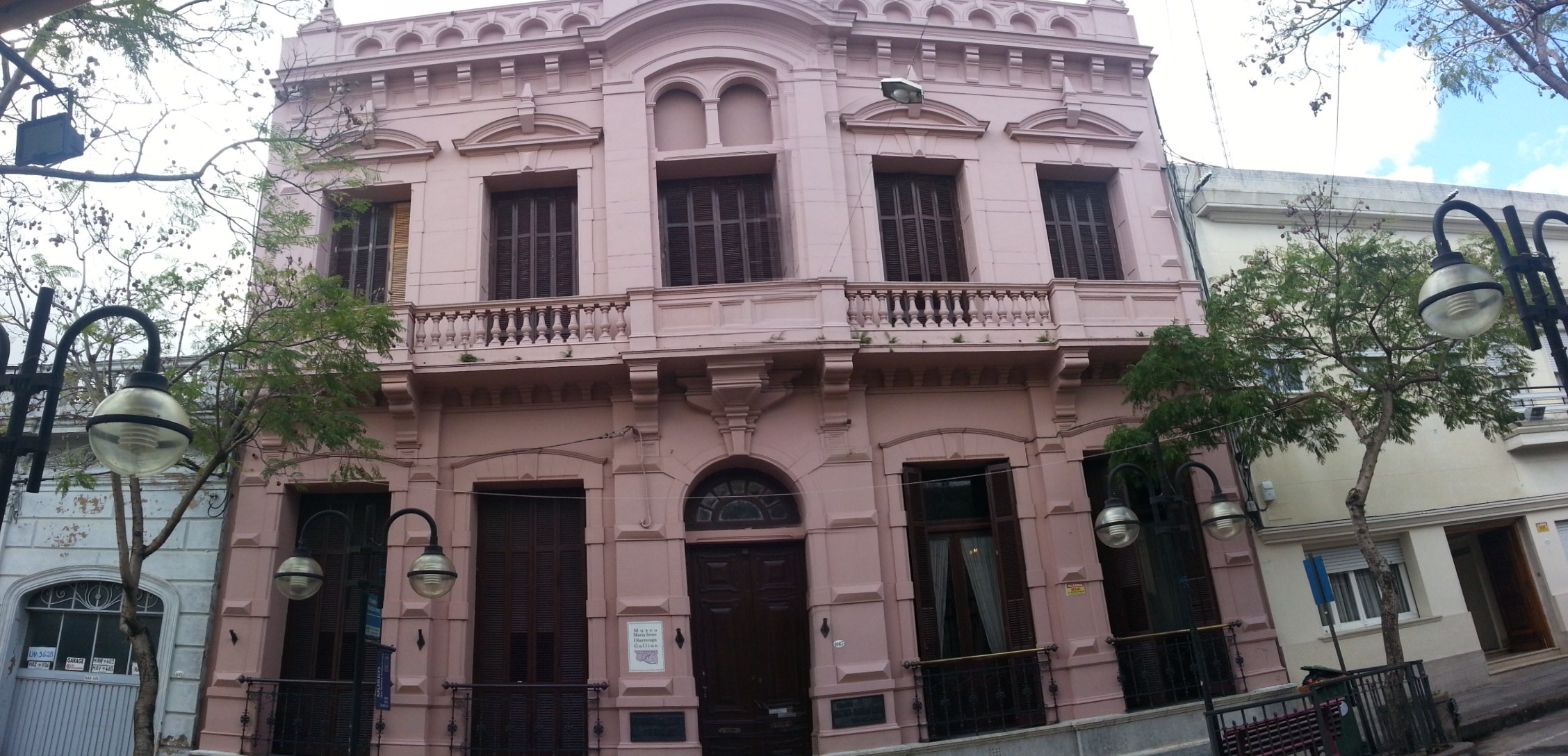
Façade du musée sur la rue.